# Dschungelnachtschwalbe
Die Dschungelnachtschwalbe (Caprimulgus indicus), gelegentlich auch Indische Nachtschwalbe genannt, ist eine Vogelart aus der Familie der Nachtschwalben (Caprimulgidae). Sie wird im englischen Sprachraum auch als Indian Jungle Nightjar, Indian Nightjar oder mitunter zusammen mit der ostasiatischen Art Caprimulgus Jotaka als Grey Nightjar bezeichnet.
Sie kommt in Bangladesch, Indien und auf Sri Lanka vor.

## Beschreibung
Die Dschungelnachtschwalbe ist 21 bis 29 cm groß und wiegt zwischen 60 und 108 g, das Weibchen ist etwas schwerer. Die Nachtschwalbe ist mittelgroß, hat lange Flügel und einen langen Schwanz, auch der Kopf ist relativ groß.
Die Oberseite einschließlich der Oberflügel ist einheitlich grau bis graubraun mit deutlichen schwarzen Flecken. Der Scheitel ist sehr ausgeprägt mit schwarzen tropfenartigen Streifen, die Schulterfedern deutlich, aber unregelmäßig schwarz markiert.
Beim Männchen zeigt die Kehle einen großen weißen Kehlfleck, es finden sich keine bis kleine weiße Flecken auf drei bis vier Handschwingen, die beim Weibchen fehlen oder rötlich-braun gefärbt sind.
Die Steuerfedern außer den innersten tragen eine weiße, in grau übergehende Spitze beim Männchen.

## Stimme
Der Ruf des Männchens wird als langsames, gleichmäßiges, während der Brutzeit die ganze Nacht zu hörendes klopfendes, lautes chunk, chunk, chunk beschrieben.

## Geografische Variation
Es werden folgende Unterarten unterschieden:
- C. i. indicus Latham, 1790, Nominatform – Indische Halbinsel südlich des Himalayas von Ost-Rajasthan bis Bihar und Odisha
- C. i. kelaarti Blyth, 1851 – Sri Lanka

## Lebensweise
Besiedelt werden hauptsächlich Wälder, mit Gehölz oder Bäumen bestandene Flächen, offene Waldgebiete sowie Bambuswälder, gerne am Waldesrand.
Die Nahrung besteht meistens aus fliegenden Insekten.
Die Brutzeit liegt in Indien zwischen März und Mai, in Südindien Ende Februar bis August und auf Sri Lanka zwischen Februar und Juli. Die meist zwei weißen, grau oder graubraun gepunkteten Eier werden direkt ohne Nest auf den Erdboden gelegt und von beiden Eltern bebrütet.

## Gefährdungssituation
Die Dschungelnachtschwalbe gilt als „nicht gefährdet“ (least concern).